# Кристя, Александру
Александру Кристя (рум. Alexandru Cristea; 13 декабря 1890 — 27 ноября 1942) — композитор, дирижёр и автор Государственного гимна Молдавии.

## Биография
Преподавал в музыкальной школе (1928) и консерватории (1927—1929) в Кишинёве. Работал хормейстером (1920—1940), дирижёром хора мальчиков в гимназии в Бухаресте (1940—1941). Позже, в период между 1941 и 1942 годами руководил хором в школе Кишинёва. В 1920 году он был рукоположён в сан диакона; с 1927 по 1941 годы — диакон кафедрального собора в Кишинёве. В 1939 году переложил на музыку стихотворение поэта Алексея Матеевича «Наш язык» (Limba noastră); в 1994 году композиция стала официальным государственным гимном Молдавии. 